# Jan Fričar
Jan Fričar (* 30. července 1934) byl český a československý politik, po sametové revoluci poslanec Sněmovny národů Federálního shromáždění za KDU-ČSL.

## Biografie
Koncem 80. let byl součástí reformního, obrodného křídla v rámci Československé strany lidové. Ve volbách roku 1990 zasedl do české části Sněmovny národů Federálního shromáždění (volební obvod Severomoravský kraj) za KDU-ČSL. Ve Federálním shromáždění setrval do voleb roku 1992.
V komunálních volbách roku 1994 kandidoval neúspěšně za KDU-ČSL do zastupitelstva Šumperku.